# Vanessa Destiné
Vanessa Destiné, née le 4 mars 1990 à Montréal, est une journaliste, chroniqueuse et animatrice québécoise. Elle est reconnue pour son franc-parler, son engagement féministe et interculturel, ainsi que pour sa participation à de nombreuses émissions de télévision, de radio et de balados au Québec.

## Biographie
Vanessa Destiné naît le 4 mars 1990 à Montréal de parents haïtiens. Elle est élevée principalement par son père, ouvrier immigrant, dans un contexte marqué par des défis socioéconomiques et le racisme systémique. Elle fréquente l’école privée grâce aux sacrifices de son père, ce qui façonne sa conscience sociale et politique.

## Formation
Elle est titulaire d'un baccalauréat en communications et en coopération internationale de l'Université de Montréal.

## Carrière
Vanessa Destiné commence sa carrière en 2015 comme journaliste et recherchiste à Radio-Canada. Elle collabore ensuite avec plusieurs médias québécois, dont Québecor, MAtv, Télé-Québec, Noovo, ARTV, QUB radio et Savoir média.
Elle anime notamment le balado Pigments forts, qui donne la parole à des personnes racisées sur des enjeux sociaux et culturels. Elle participe également à des émissions telles que Dans les médias, Retour vers la culture, Décoloniser l’histoire, Le 15-18, Cochon dingue et Vérifié, en plus de défendre des rôles «éclairs» dans les émissions Lakay Nou et Après le déluge.
En 2023, elle réalise la série documentaire Les clefs du logis sur la crise du logement au Québec, diffusée sur Savoir média.

## Distinctions
- Nomination au Gala Dynastie 2024 dans la catégorie Personnalité média engagée de l’année (radio/télé)[3].
- Lauréate au Gala Dynastie 2024 dans la catégorie Chroniqueur(euse) radio de l'année[11]
- Lauréate du Prix Inspirationnelle 2022[12] dans la catégorie Jeune femme en communications décerné par le Y des femmes de Montréal[13].